# Municipio de Marcella
El municipio de Marcella (en inglés: Marcella Township) es un municipio ubicado en el condado de Stone en el estado estadounidense de Arkansas. En el año 2010 tenía una población de 229 habitantes y una densidad poblacional de 4,05 personas por km².

## Geografía
El municipio de Marcella se encuentra ubicado en las coordenadas 35°44′52″N 91°52′8″O / 35.74778, -91.86889. Según la Oficina del Censo de los Estados Unidos, el municipio tiene una superficie total de 56.55 km², de la cual 55,93 km² corresponden a tierra firme y (1,1 %) 0,62 km² es agua.

## Demografía
Según el censo de 2010, había 229 personas residiendo en el municipio de Marcella. La densidad de población era de 4,05 hab./km². De los 229 habitantes, el municipio de Marcella estaba compuesto por el 99,13 % blancos y el 0,87 % eran de una mezcla de razas. Del total de la población el 0 % eran hispanos o latinos de cualquier raza.